# Czarny Bród (Netta Druga)
Czarny Bród – część wsi Netta Druga w Polsce, położona w województwie podlaskim, w powiecie augustowskim, w gminie Augustów.
Dawniej odrębna wieś. W latach 1933–1952 należał do gromady Borsuki w gminie Kolnica w powiecie augustowskim; 1 stycznia 1953 gromadę Borsuki zniesiono, a jej obszar (miejscowości Borsuki, Czarny Bród i Naddawki) włączono do nowo utworzonej gromady Netta II.
W latach 1975–1998 miejscowość administracyjnie należała do województwa suwalskiego.